# Bricklin SV1
La Bricklin SV1 è un'autovettura coupé prodotta dalla casa automobilistica canadese Bricklin dal 1974 al 1976, anno in cui l'azienda è fallita.

## Sviluppo
La SV1 (Safety Vehicle 1) fu la prima vettura realizzata dall'azienda canadese di proprietà dell'imprenditore statunitense Malcolm Bricklin ex importatore della Subaru negli Stati Uniti d'America. Grazie a un finanziamento dello Stato canadese del Nuovo Brunswick, l'auto iniziò ad essere assemblata nella città di Saint John nel 1974 in un ex stabilimento Renault, per poi cessarne la produzione nel 1976 quando l'industria finì in amministrazione controllata. I 2854 modelli prodotti furono tutti venduti sul mercato statunitense, in quanto la Bricklin non rientrava nell'Auto Pact canadese.

## Tecnica
La carrozzeria era costruita prevalentemente in vetroresina. Come propulsore venne inizialmente impiegato un AMC 360cid V8 da 220 CV di potenza gestito da un cambio manuale a quattro rapporti, ma nel 1975 venne sostituito da un Ford 351 Windsor V8 da 175 CV di potenza gestito da un cambio automatico a tre marce.
L'apertura del veicolo avveniva mediante due portiere in configurazione ad ala di gabbiano che si aprivano in poco spazio per evitare di invadere la strada una volta parcheggiati, mentre il serbatoio del carburante era stato inserito all'interno di un roll-bar di protezione per renderlo più sicuro in caso di incidente stradale. Il mezzo soffriva però di numerosi difetti di progettazione, come le portiere troppo pesanti e non impermeabilizzate, la carrozzeria troppo fragile e un impianto elettrico che faceva registrare numerosi malfunzionamenti.

## Dati tecnici delle Bricklin
Motorizzata AMC (1974)
- Cilindrata: 5896 cm³
- Cilindri: 8 disposti a V
- Potenza: 220 CV a 4400 giri

Motorizzata FORD (1975-1976)
- Cilindrata: 5752 cm³
- Cilindri: 8 disposti a V
- Potenza: 175 CV 3800 giri
- Compressione: 8.1:1